# Плеський Георгій Михайлович
Гео́ргій Миха́йлович Пле́ський (1901 — рік смерті невідомий) — український бібліотекознавець.

## Біографія
Закінчив Заочний плановий інститут, численні бібліотечні курси, аспірантуру при УНІК (Українському науковому інституті книгознавства).
Працював у Бібліотеці Академії наук УРСР (нині Національна бібліотека України імені Володимира Вернадського): від 1946 року — вчений секретар, потім понад три місяці, з 1 лютого 1948 року до 7 травня 1948 року, тимчасово виконував обов'язки директора. Згодом завідувач відділу обміну із зарубіжними установами.

## Основні публікації
Автор багатьох бібліотекознавчих публікацій, серед них:
- Бібліотеки УРСР (обласні, наукові і спеціальні): Довідник. — К., 1948. — 179 с. (спільно з Я. Н. Прайсман).
- Научная библиотека при Киевском государственном университете им. Т. Г. Шевченко восстанавливает свою работу // Научные библиотеки СССР. — № 1. — Москва, 1948. — С. 7—12.
- Библиотека Академии наук Украинской ССР // Советская библиография. — 1948. — № 5. — С. 124—125.
- О библиографической подготовке аспирантов // Вестник высшей школы. — 1948. — № 10. — С. 40—42.